# Hoa trứng nhện bắc
Hoa trứng nhện bắc hay trứng nhện Bắc Bộ (danh pháp: Aspidistra tonkinensis) là một loài thực vật có hoa trong họ Măng tây. Loài này được (Gagnep.) F.T.Wang & K.Y.Lang mô tả khoa học đầu tiên năm 1978.